# Trnovitički Popovac
Trnovitički Popovac es una localidad de Croacia en la ciudad de Garešnica, condado de Bjelovar-Bilogora.

## Geografía
Se encuentra a una altitud de 160 m s. n. m. a 91 km de la capital nacional, Zagreb.

## Demografía
En el censo 2011, el total de población de la localidad fue de 392 habitantes.
| Gráfica de población de Trnovitički Popovac 1857-2011               |
|                                                                     |
| Según los censos de población de la oficina estadística de Croacia. |